# Kings Cross (Sydney)

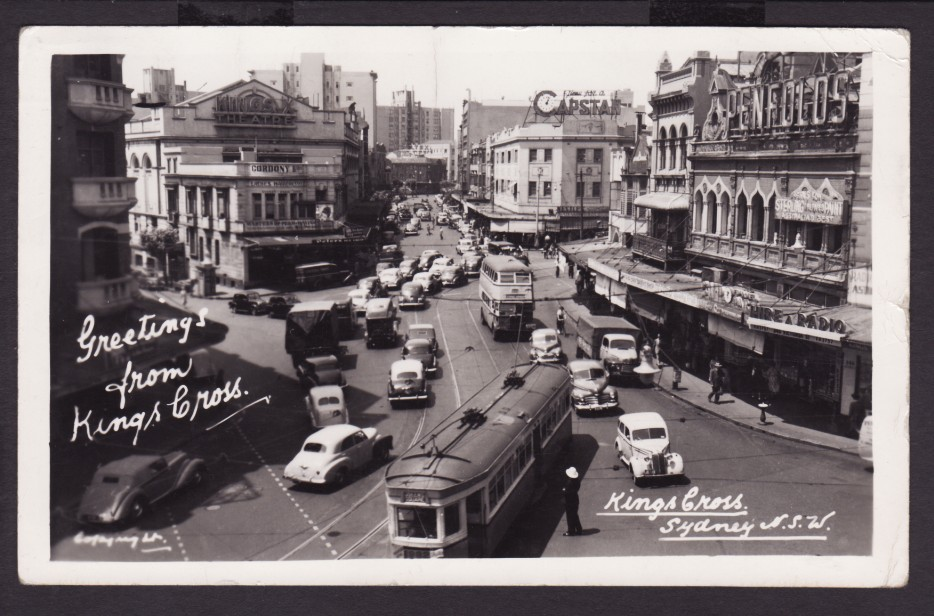
Kruising rond 1955

Kings Cross is een wijk in Sydney, New South Wales, Australië. Het ligt rond het gelijknamige treinstation en aangrenzende wijken zijn onder andere Woolloomooloo in het noorden, Darlinghurst in het zuiden en East Sydney in het westen. Belangrijke straten zijn Victoria Street, Darlinghurst Road en William Street. Tussen deze straten bevindt zich ook het ondergrondse treinstation Kings Cross.
De wijk staat vooral bekend om zijn uitgebreide nachtleven, erotisch vermaak en een door de jaren heen slinkende hoeveelheid prostitutie. De wijk is echter niet alleen volwassen vermaak, maar kent ook veel goede restaurants, bars en internetcafés. Tevens bevinden er zich vele overnachtingsmogelijkheden, vooral een groot aantal rugzaktoeristengelegenheden (jeugdherbergen). De inwoners van Sydney gebruiken vaak de koosnaam The Cross.
Kings Cross was oorspronkelijk een voorname voorstad van Sydney, maar wordt anno 2004 bestuurd door Sydney.